# Psalodon
Psalodon è un genere di mammiferi estinti i cui resti fossili provengono dagli strati databili al Giurassico superiore del Nord America. Questi piccoli erbivori vissero durante l'era dei dinosauri. Gli Psalodon sono membri dell'ordine dei multitubercolati e del sottordine 'plagiaulacida' (famiglia Allodontidae). Sono quindi alcuni tra i più antichi rappresentanti dell'ordine. Il genere Psalodon, conosciuto anche come Allodon (Marsh 1881), fu classificato da George Gaylord Simpson nel 1926. Attualmente vi sono incluse tre specie, più altri resti lasciati in nomenclatura aperta. 
Presente nelle zone stratigrafiche 2 e 5 della Formazione Morrison.
Si differenzia dall'altro genere della famiglia Allodontidae per la struttura dei premolari superiori, che sono più compressi lateralmente (più adatti a trinciare).

## Sistematica
Simpson (1929a: 25) identificò il genere Psalodon come segue: 
(Simpson "Mesozoic Mammalia. VII. Taxonomy of Morrison multituberculates" p.36-38)
Si differenzia da Ctenacodon nell'avere i cuspidi dei premolari superiori fortemente scanalati.

## Specie
La specie Psalodon fortis fu classificata da Othniel Charles Marsh nel 1887 e da G. G. Simpson nel 1927. È anche conosciuta come Allodon fortis (Marsh 1887). I resti furono rinvenuti negli strati della Formazione Morrison in Wyoming (USA). L'olotipo è conservato al Museo di Storia Naturale Peabody alla Yale University.
La specie ?Psalodon marshi, di non chiara attribuzione, fu classificata da Simpson nel 1929 da alcuni campioni dello stesso museo non ancora nomenclati e provenienti dal medesimo sito del Wyoming.
La specie Psalodon potens fu classificata da Marsh nel 1887 e da Simpson nel 1927. Conosciuta anche come Ctenacodon potens (Marsh 1887), fu ritrovata nello stesso materiale della Formazione Morrison del Wyoming ed è conservata a Yale anch'essa.

## Tassonomia
Sottoclasse  †Allotheria Marsh, 1880
- Ordine †Multituberculata Cope, 1884:
  - Sottordine †Plagiaulacida Simpson, 1925
    - Famiglia †Allodontidae Marsh, 1889
      -         - Genere †Ctenacodon Marsh, 1879
          - Specie †C. serratus Marsh, 1879
          - Specie †C. nanus Marsh, 1881
          - Specie †C. laticeps Marsh, 1881
          - Specie †C. scindens Simpson, 1928

        - Genere †Psalodon Simpson, 1926
          - Specie †P. potens Marsh, 1887
          - Specie †P. fortis Marsh, 1887
          - Specie †P. marshi Simpson, 1929